# Juan Conway McNabb
Juan Conway MacNabb (Beloit, 11 de diciembre de 1925 - Evergreen Park, 26 de febrero de 2016) fue un prelado y misionero católico estadounidense, perteneciente a la Orden de San Agustín (O.S.A) y primer obispo de Chulucanas.

## Biografía
Nació en la ciudad de Beloit del condado de Rock en Wisconsin en Estados Unidos. Entró en la Orden de San Agustín emitiendo sus primeros votos el 10 de septiembre de 1945, y al cabo de dos años emitió sus votos solemnes el 10 de septiembre de 1948. El 24 de mayo de 1953 fue ordenado sacerdote por el obispo John Joseph Boylan, diócesano de Rockford, siendo incardinado en la orden a la que pertenece. Fue profesor en las escuelas regidas por la comunidad agustiniana.
El 4 de marzo de 1964 el papa beato Pablo VI lo nombró prelado de Chulucanas y designandole el 8 de abril de 1967 en el obispado titular de Saia Maior. En el Concilio Vaticano II fue padre conciliar en la tercera y cuarta sesión. Fue ordenado obispo el 17 de junio de 1967 siendo su consagrador principal el arzobispo John Patrick Cody, de Chicago, y como co-consagradores los prelados Petrus Canisius Jean van Lierde, O.S.A., titular de Porphyreon, y Erasmo Hinojosa Hurtado, arzobispo de Piura. El 20 de abril de 1969 fue co-consagrador del obispo Luis Baldo Riva, C.SS.R., obispo titular de Sarda.
El 27 de diciembre de 1977 renunció como obispo titular de Saia Maior. El papa san Juan Pablo II el 12 de diciembre de 1988 elevó la prelatura a diócesis de Chulucanas, y Juan Conway pasó a ser el primer obispo de Chulucanas. En 1990 fue intervenido médicamente realizándose un baipás coronario. El 17 de agosto de 1996 fue el consagrador principal del prelado Daniel Turley Morphy, O.S.A., que era su obispo coadjutor. Después de 36 años de pontificado en su sede episcopal, renunció el 28 de octubre de 2000, volviéndose el obispo emérito de Chulucanas. Posteriormente volvió a Estados Unidos donde atendió la pastoral para los latinos en Illinois, y en el 2002 se volvió párroco de Santa Clara de Montefalco en Míchigan.
Murió en Chicago en la madrugada del 26 de febrero de 2016 de insuficiencia cardiaca congestiva.